# Mora (clan)
Mora (Morawa, Mory, Murzynowa głowa) was een Poolse heraldische clan (ród herbowy) van middeleeuws Polen en later het Pools-Litouwse Gemenebest. De oudste vermelding van gerechtelijke dossiers met de naam Mory verschijnt in 1412. Jan Długosz vermeldt in zijn Liber beneficiorum een wapenschild onder de naam Morowa. Het oudste bekende middeleeuwse zegel van deze clan stamt uit de 15e eeuw. Het wapen van Mora komt het meest voor in Mazovië.
De historicus Tadeusz Gajl heeft 76 Poolse Mora clanfamilies geïdentificeerd.

## Telgen
De clan bracht de volgende bekende telgen voort:
- Bernardo Morando, architect en burgemeester

## Galerij

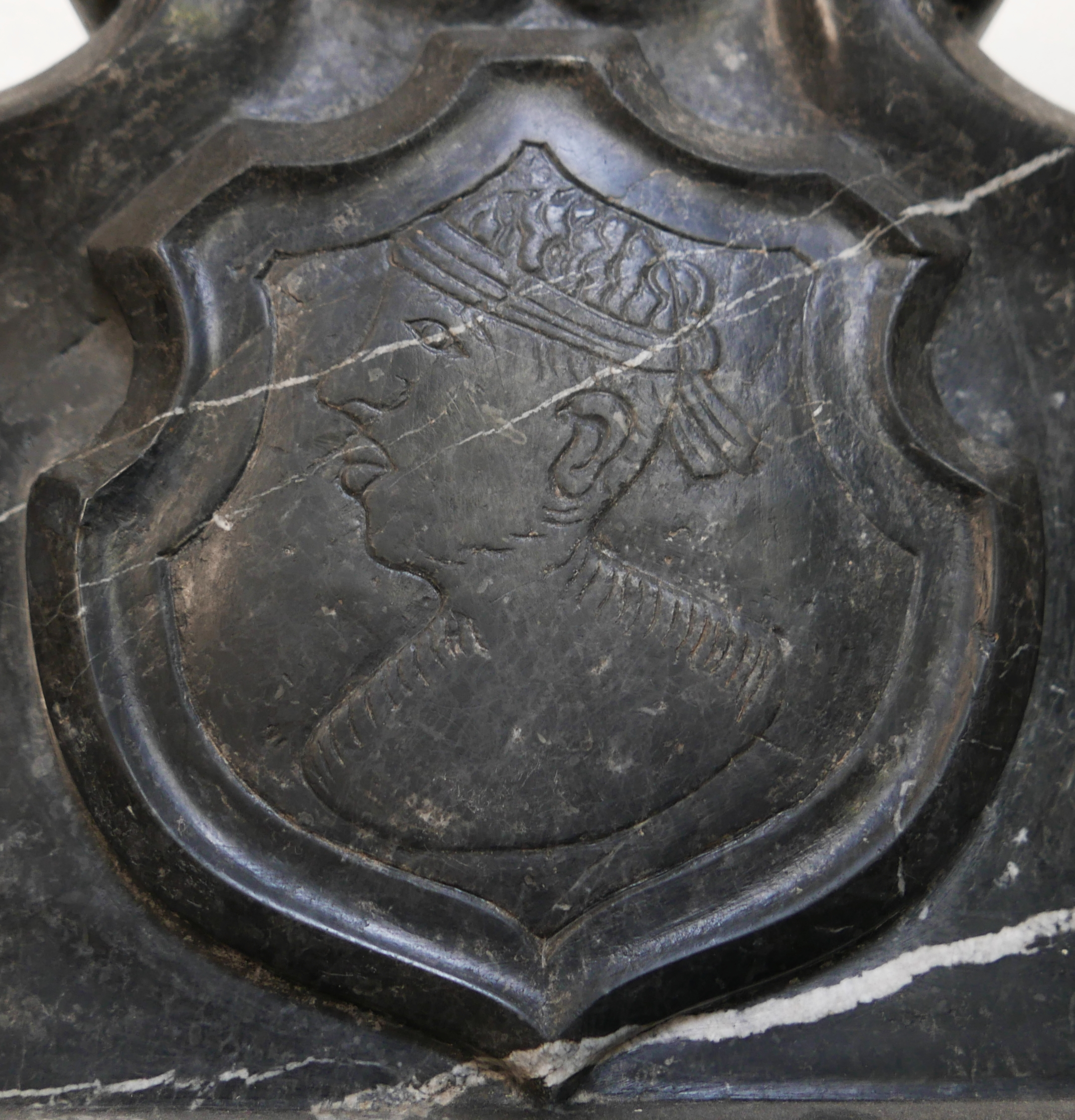
Het wapen op een graf in de Dominicanenkerk in Krakau